# Psaliodes simplex
Psaliodes simplex là một loài bướm đêm trong họ Geometridae.